# Efeito Askaryan
O Efeito Askaryan é um fenômeno no qual uma partícula viajando mais rápido do que a velocidade de fase da luz em um dielétrico denso (como sal, gelo ou o regolito lunar) produz uma chuva de partículas secundárias carregadas contendo uma anisotropia elétrica e assim emite um cone de luz coerente em rádio ou micro-ondas do espectro eletromagnético. É similar ao efeito Cherenkov. O efeito leva o nome de Gurgen Askaryan, um físico soviético-armênio que o postulou em 1962 com sua comprovação prática após 38 anos . Este fenômeno já foi observado nas seguintes substâncias: dióxido de silício , sal grosso, e no gelo.